# 鷲羽山吹上温泉
鷲羽山吹上温泉（わしゅうざんふきあげおんせん）は、岡山県県南の倉敷市にある温泉。

## 泉質
- 単純放射能冷鉱泉
  - 泉温　20.3℃

## 温泉地
瀬戸大橋を望む高台に位置する鷲羽山ハイランドの目の前に、一軒宿の「Washu Blue Resort 風籠かさご」が存在する。
近くに「せとうち児島ホテル」があるが、そこは温泉を利用していない。
ホテル内では、女性だけが入浴できる、山田養蜂場が開発した「はちみつパール風呂」が設置されている。

## 歴史
- 1991年（平成3年）- 「鷲羽山ハイランドホテル」（現・Washu Blue Resort 風籠かさご）開業[1]。
- 2014年（平成26年）- 「はちみつパール風呂」完成。

## アクセス
鉄道
JR西日本 本四備讃線児島駅から下電バス（下津井循環線「とこはい号」）に乗車、鷲羽山ハイランド遊園地前停留所下車。所要10分。
自動車
瀬戸中央自動車道・児島ICから3分。